# Le Bouffon du roi
Pour les articles homonymes, voir Le Bouffon du roi (homonymie).
Pour plus de détails, voir Fiche technique et Distribution.
Le Bouffon du roi (The Court Jester) est un film américain réalisé par Melvin Frank et Norman Panama, sorti en 1955.

## Synopsis
Roderick le Tyran a fait assassiner tous les autres membres de la famille royale d'Angleterre. Il obtient donc le trône. Mais subsiste un nourrisson qui porte une marque de naissance attestant son origine royale, il est donc l'héritier légitime du trône.
Le nourrisson est abrité par le Renard Noir et son groupe de bandits, qui défient le pouvoir. Mais repéré, il envoie l'enfant vers un couvent, escorté par Hubert Hawkins et Jean, la capitaine du groupe.
En chemin, les trois passent une nuit dans un abri. Dans la soirée arrive Giacomo, le nouveau bouffon du roi venant d'Italie, et se rendant à la cour de Roderick le Tyran. Après s'être assuré que personne ne le connait, Giacomo est assommé, et Hawkins prend sa place. Le nouveau plan est de s'immiscer dans l'appartement du roi pour dérober une clé ouvrant un passage secret, puis de faire parvenir la clé au Renard Noir. Le lendemain, Jean continue seule la route vers le couvent, mais est interceptée par des hommes du roi qui l'amènent au château.
En effet, pour contrer la puissance de Renard Noir, Roderick se fait conseiller de s'allier avec sir Griswold, un seigneur. Cette alliance se matérialiserait par le mariage de sa fille la princesse Gwendolyn avec Griswold. Des jeunes femmes sont alors emmenées au château pour participer aux festivités.
La princesse Gwendolyn ne veut pas se marier avec Griswold et s'entiche de Hawkins, qui est Giacomo a ses yeux. Lorsque Griswold se présente devant la cour, Gwendolyn annonce sa préférence pour Hawkins le bouffon. Pour résoudre ce différend, un combat à mort est organisé le lendemain. Contre toute attente, Hawkins gagne, mais épargne Griswold, qui part du château.
Mais sir Ravenhurst, un conseiller proche du roi découvre que Giacomo est un usurpateur. Il le dénonce au roi et, pendant le procès qui s'ensuit, le Renard Noir et son groupe interviennent. Griswold revient avec ses guerriers pour défendre le roi, le nourrisson est alors présenté devant la cour, et tous lui font allégeance.

## Fiche technique
- Titre : Le Bouffon du roi
- Titre original : The Court Jester
- Réalisation : Melvin Frank et Norman Panama, assisté de Bernard McEveety (non crédité)
- Scénario : Melvin Frank et Norman Panama
- Production : Melvin Frank et Norman Panama
- Photographie : Ray June
- Musique : Victor Young et Walter Scharf (non crédité)
- Costumes : Edith Head (femmes) et Yvonne Wood (hommes)
- Chorégraphie : James Starbuck et Robert Alton (non crédité)
- Montage : Tom McAdoo
- Pays d'origine : États-Unis
- Format : couleurs - 1,85:1 - mono
- Genre : comédie, aventure
- Durée : 101 minutes
- Date de sortie : 1955
- Affiche : Boris Grinsson (France)

## Distribution
- Danny Kaye (VF : Yves Furet) : Hubert Hawkins
- Glynis Johns (VF : Sophie Leclair) : Jean
- Basil Rathbone (VF : Marc Valbel) : sir Ravenhurst
- Angela Lansbury (VF : Renée Simonot) : la princesse Gwendolyn
- Cecil Parker (VF : Raymond Rognoni) : le roi Roderick I
- Mildred Natwick (VF : Lita Recio) : Griselda
- John Carradine  (VF : René Fleur) : Giacomo
- Alan Napier (VF : Jacques Berlioz) : sir Brockhurst
- Michael Pate: sir Locksley
- Robert Middleton (VF : Marcel Raine) : sir Griswold
- Herbert Rudley (VF : Jean Violette) : le capitaine des gardes
- Edward Ashley  (VF : Stéphane Audel) : le renard noir, Black Fox en version originale
- Lewis Martin : sir Finsdale
- Billy Curtis (non crédité) : un des nains de la troupe Hermine